# 比嘉盛光
比嘉 盛光（ひが せいこう、1938年（昭和13年）7月1日 - ）は、日本の政治家。元沖縄県宜野湾市長（2期）。

## 経歴
現在の沖縄県宜野湾市出身。沖縄国際大学法学部卒。宜野湾市役所に入り、経済民生部長、教育次長、市民経済部長、企画部長を歴任し、1997年宜野湾市長選挙に立候補し、当選。2001年も再選した。
2期目の2003年市長選挙をめぐる違法献金事件で、公職選挙法違反と政治資金規正法違反の容疑で逮捕され、3月6日に市長を辞職した。